# CET 500
CET 500 este un calculator românesc realizat la Institutul de Fizică Atomică din București în 1964, de inginerul Victor Toma, refugiat din Basarabia la începutul anilor 1940.  A fost prezentat publicului la Târgul Internațional București. Modelul aparține generației a II-a, fiind realizat cu tranzistori. A fost fabricat în regim de microproducție, fiind utilizat pentru obiective industriale. Conține circa 2700 tranzistoare și 1900 diode semiconductoare, memorie internă pe ferite (capacitate: 1 K cuvânt × 37 biți), iar ca echipamente periferice: lector de bandă perforată (100 caractere/s), mașină de scris (8 caractere/s) și imprimantă (5 linii × 160 caractere/s). Viteza de lucru este de 5 k instrucțiuni/s, numărul de instrucțiuni e de 32, lungimea cuvântului — 37 biți, iar modul de prelucrare al cuvântului este paralel. Nu recunoaște decât instrucțiuni scrise în cod mașină și consumă 200 W.

Semnificativă pentru folosirea acestui calculator este lucrarea Colecție de programe pentru calculatorul CET-500, Editura Academiei, 1967, prefațată de către acad. Miron Nicolescu, președintele Academiei Române la acea vreme. Lucrarea de 850 de pagini a fost elaborată de către 41 de autori și prezintă probleme rezolvate efectiv din 15 domenii tehnico-științifice.

## CET 501
CET 501 a fost produs în 1966, având performanțe superioare în privința vitezei, a capacității memoriei operative, a setului de instrucțiuni și a echipamentelor periferice folosite. Conține cca. 4000 tranzistoare și 3000 diode semiconductoare, memorie internă pe ferite (capacitate: 1 k cuvânt × 37 biți), iar ca echipamente periferice: lector de bandă perforată (300 caractere/s), mașină de scris (8 caractere/s) și imprimantă (5 linii × 160 caractere/s). Viteza de lucru este de 12 k instrucțiuni/s, numărul de instrucțiuni e de 64, lungimea cuvântului — 37 biți, iar modul de prelucrare al cuvântului este paralel. Nu recunoaște decât instrucțiuni scrise în cod mașină și consumă 500 W. Un al 2-lea exemplar a fost destinat Combinatului Metalurgic Hunedoara.